# Río de Oro
Río de Oro (anomenada també Wadi ed Dahab) fou una colònia espanyola corresponent a l'actual Sàhara Occidental o, en particular fins al 1904, a la part central i meridional d'aquest territori. Limitava al nord amb la colònia de Saguia El-Hamra (que li va ser incorporada l'any indicat), a l'est i al sud amb Mauritània i a l'oest amb l'oceà Atlàntic. La principal ciutat en els seus límits originals era Villa Cisneros, anomenada avui Dakhla.
La regió fou teòricament cedida per Marroc pel tractat de Tetuan de 26 d'abril de 1860, juntament amb Santa Cruz de la Mar Pequeña (després Ifni), però no fou ocupada fins al repartiment colonial d'Àfrica del 1884, quan es va fundar la que fou Villa Cisneros per una companyia privada (Companyia Comercial Hispano-Africana). El 3 de novembre de 1884 Espanya va prendre possessió efectiva del territori per mitjà del comissionat reial, el tinent Emilio Bonelli Hernando (acompanyat de 20 soldats) i el protectorat es va declarar de Cap Bojador fins a la península del Cap Blanc en una sèrie d'actuacions entre el 26 de desembre de 1884 i el 10 de juliol de 1885 entre les quals la fundació dels establiments de Puerto Badia (Angra de Cintra) i Medina Getelli (Cabo Blanco) que després foren abandonats. Villa Cisneros, atacada el 1885, fou evacuada temporalment. El govern del protectorat va quedar organitzat el 6 d'abril de 1887 sota un subgovernador dependent del governador de les illes Canàries. Les fronteres amb el territori francès de Mauritània es van delimitar el 1900 perdent Río de Oro la regió de Sedkha Idjil. El 7 de novembre de 1901 es va constituir en govern separat, si bé el subgovernador Vilallobos va restar en funcions fins a l'1 de desembre de 1903. El primer governador fou Francisco Bens (1903-1925) sota el que realment el territori va quedar controlat.
El 3 d'octubre de 1904 li fou incorporat Saguiet al-Hamra (tot i que va perdurar la concepció del territori com una unió de Saguiet al-Hamra i Río de Oro). També li fou incorporat llavors el territori de Cabo Juby (o de Tarfaya) fins al Wadi Draa, al nord, però el 27 de novembre de 1912 aquest fou inclòs al protectorat espanyol del Marroc. D'altra banda, el 1924 se li va incorporar La Agüera, establiment a la península del Cap Blanc. Després del 1934, durant la II República, el governador va quedar supeditat a l'Alt Comissionat al Protectorat Espanyol del Marroc; el 1936 el territori va donar suport al cop d'estat feixista; va restar sota autoritat del governador dependent de l'Alt Comissionat fins al 1946.
El 26 de juliol de 1946, junt amb Cap Juby va formar els Territoris de l'Àfrica Occidental Espanyola (que van incloure Ifni el 1952). El governador de Río de Oro va esdevenir governador general de l'Àfrica Occidental Espanyola, supeditat encara (fins al 1956) a l'Alt Comissionat al Protectorat Espanyol de Marroc. El 1958, Cabo Juby va ser retornat al Marroc, l'Àfrica Occidental Espanyola va ser dissolta de facto, Ifni va convertir-se en una província d'Espanya i Río de Oro, en una altra, sota el nom de "Sàhara Espanyol".

## Governadors
- Emilio Bonelli Hernando 1885-1901 (de 1885 a 1887 Comissionat reial, després subgovernador subordinat al governador de Canàries)
- Ángel Villalobos 1901-1903 (subgovernador 1901, governador 1901-1903)
- Francisco Bens Argandoña 1903-1925
- Guillermo de la Peña Cusi 1925-1932
- Eduardo Canizares Navarro 1932-1933
- José González Deleito 1933-1934
- Benigno Martínez Portillo 1934-1936 (supeditat a l'alt Comissionat al Marroc)
- Carlos Pedemonte Sabin 4 de maig de 1936 a 7 d'agost de 1936 (supeditat a l'alt Comissionat al Marroc)
- Rafael Gallego Sainz 1936-1937 (supeditat a l'alt Comissionat al Marroc)
- Antonio de Oro Pulido 1937-1940 (supeditat a l'alt Comissionat al Marroc)
- José Bermejo López 1940-1949 (supeditat a l'alt Comissionat al Marroc, des de 1946 governador general de l'Àfrica Occidental Espanyola supeditat a l'alt comissionat i governador del Río de Oro)
- Francisco Rosaleny Burguet 1949-1952 (governador general de l'Àfrica Occidental Espanyola supeditat a l'alt Comissionat al Marroc i governador del Río de Oro)
- Venancio Tutor Gil 1952-1954 (governador general de l'Àfrica Occidental Espanyola supeditat a l'alt Comissionat al Marroc i governador del Río de Oro)
- Ramón Pardo de Santallana Suárez 1954-1957 (governador general de l'Àfrica Occidental Espanyola supeditat a l'alt Comissionat al Marroc fins al 1956 i governador del Río de Oro)
- Mariano Gómez Zamalloa y Guirce 1957-1958 (governador general de l'Àfrica Occidental Espanyola i governador del Río de Oro)